# Jakub Basiński
Jakub Basiński (ur. 1 maja 1768, zm. 22 kwietnia 1848 we Lwowie) – polski duchowny katolicki, misjonarz.
Pochodził z Wielkopolski. W 1789 wstąpił w Warszawie do zgromadzenia księży misjonarzy (lazarystów, dom przy kościele św. Krzyża) i rozpoczął naukę w seminarium zgromadzenia. Po otrzymaniu święceń kapłańskich był wykładowcą seminarium, potem przełożonym domu w Mławie, wreszcie zastępcą wizytatora prowincji polskiej, a w latach 1814–1817 wizytatorem. Od 1820 rezydował we Lwowie jako wizytator małopolskiej prowincji zgromadzenia sióstr miłosierdzia, sprawując funkcję w trudnych warunkach formowania prowincji w granicach imperium austriackiego przy ciągłych ingerencjach państwa w sprawy wewnętrzne zgromadzenia, a także wobec braku łączności z centralą zgromadzenia w Paryżu. 